# Exèrcit medieval búlgar
L'exèrcit medieval búlgar va ser el principal òrgan militar del primer i segon imperi búlgar.
Durant les primeres dècades després de la fundació del país, l'exèrcit es componia de la cavalleria búlgara i infanteria eslava. El nucli de l'exèrcit búlgar va ser la cavalleria pesant, que consistia en 12.000-30.000 genets fortament armats. En el seu apogeu entre els segles IX i X, va ser una de les forces militars més formidables d'Europa i temuda pels seus enemics. Hi ha diversos casos documentats dels comandants romans d'Orient que abandonaren una invasió a causa de la renuncia a enfrontar-se a l'exèrcit búlgar en el seu territori d'origen.
L'exèrcit estava intrínsecament vinculat a l'existència mateixa de l'estat búlgar. El seu èxit sota el tsar Simeó I el Gran va marcar la creació d'un imperi de gran extensió, i la seva derrota en una guerra prolongada de desgast a principis del segle xi va significar la fi de la independència de Bulgària a mans de l'Imperi Romà d'Orient després de la batalla de Clídion. Quan l'estat búlgar va ser restablert el 1185, una sèrie d'emperadors capaços aconseguir una notable sèrie de victòries sobre els romans d'Orient i els croats occidentals, però com l'estat i el seu exèrcit van quedar fragmentats en els segles xiii i xiv, es va mostrar incapaç d'aturar l'avenç otomà, que va resultar amb la conquesta de tota Bulgària el 1422. No seria fins a 1878, amb la independència de Bulgària, que es restabliria un exèrcit búlgar.

## Segles VII i VIII
Els primers búlgars eren un poble en què la guerra era part de la seva vida quotidiana, amb tots els adults obligats a lluitar. Els primers búlgars eren exclusivament genets: en la seva cultura, el cavall era considerat un animal sagrat i rebia una cura especial.
En 680, els romans d'Orient sota Constantí IV van ser derrotats en la batalla de Ongala i es van veure obligats a concloure amb un tractat de pau humiliant que reconeixeria el dret de formar un estat búlgar en el seu antic territori. En 718, una intervenció búlgara va ser crucial en repel·lir el setge àrab de Constantinoble. D'acord amb els contemporanis, els àrabs temien l'exèrcit búlgar i van construir trinxeres per protegir-se d'una càrrega de la seva cavalleria. A la decisiva batalla a l'estiu d'aquest any els búlgars van immolar entre 20.000 i 32.000 àrabs. A més de participar en batalles al sud, els búlgars havien de lluitar contra els àvars al nord-oest i els khàzars al nord-est. Després de sagnants combats entre els rius Dnièster i Dnièper, l'amenaça dels khàzars va ser eliminada, però el fundador de l'estat, el kan Asparuh, va morir en una d'aquestes batalles l'any 700.
El comandant suprem era el kan, que reunia l'exèrcit amb l'ajuda de l'aristocràcia. Els graus militars de menys a més eren bagain, bagatur, Boil, targetes. L'exèrcit permanent estava compost per la guàrdia de guerrers seleccionats del kan, mentre que l'exèrcit en campanya consistia pràcticament de tota la nació, reunit en clans. Al segle vii i VIII, l'exèrcit búlgar es dividia en els flancs dret i esquerre.
Els búlgars estaven ben versats en l'ús d'estratagemes. Sovint mantenien una forta unitat de cavalleria en reserva, que atacava l'enemic en un moment oportú. De vegades també concentraven als seus cavalls lliures darrere de la seva formació de batalla per evitar atacs per sorpresa des de la rereguarda. Com tots els pobles esteparis, feien ús de les emboscades i retirades fingides, durant el qual muntaven d'esquena al cavall, disparant núvols de fletxes contra l'enemic. Si l'enemic els perseguia desorganitzadament, es donaven la volta i atacaven ferotgement. Segons els historiadors contemporanis, els búlgars «podien veure en la foscor com els ratpenats», ja que sovint lluitaven a la nit.
L'exèrcit búlgar estava ben armat, seguint el model de l'exèrcit àvar: els soldats tenien un sabre o una espasa, una llarga llança i un arc amb un carcaix de fletxes a l'esquena. A la cadira penjaven un escut rodó, una maça i un llaç, que els búlgars anomenaven arkani. En els seus cinturons decorats els soldats portaven els objectes més necessaris, com pedres i acer, un ganivet, una copa i una caixa d'agulles. La cavalleria pesant es equipava amb una armadura de metall i cascs. Els cavalls estaven també armats. L'armadura era de dos tipus, cota de malla o armadura d'escates. Els comandants tenien cinturons amb sivelles d'or o plata que corresponien al seu rang i títol.
L'exèrcit tenia una disciplina de ferro, amb oficials que comprovaven enèrgicament si tot estava preparat d'una batalla. Per un cavall que estigués desnodrit o mal atès el càstig era la mort. Els soldats estaven sota l'amenaça de pena de mort per tenir la corda d'un arc fluix o tenir una espasa sense manteniment, o si muntaven un cavall de guerra en temps de pau.
La infanteria de l'acabat de crear estat es componia principalment d'eslaus, que eren generalment soldats amb armes lleugeres, encara que els seus caps solien tenir petites comitives de cavalleria. Els soldats eslaus estaven equipats amb espases, llances, arcs i escuts de fusta o de cuir. No obstant això, eren menys disciplinats i menys eficaços que la cavalleria búlgara.

## Dinastia Krum
Al voltant del segle ix, l'Imperi búlgar va anar en augment. Després de la victòria sobre els romans d'Orient a Marcelae l'any 792, el país va superar una crisi de 50 anys i va entrar en el nou segle més fort i consolidat. Durant els primers anys del seu regnat, el kan Krum va destruir el jaganato àvar i duplicar el territori búlgar, prenent el control de la fèrtil plana de Pannònia, i la sal i l'or de les mines de Transsilvània. Krum èxit importants victòries sobre l'Imperi Romà d'Orient, aniquilant als seus exèrcits en les batalles de Pliska (811)) per parar paranys i emboscades als passos de muntanya. i Versinicia (813), també va capturar la important ciutat de Sofia, a 809.
L'historiador romà d'Orient Pseudo-Simeó va declarar que Krum va enviar una poderosa força de cavalleria de 30.000, «un conjunt armat amb ferro», que va devastar Tràcia. D'acord amb les inscripcions trobades a la regió de Pliska, Preslav, Madara i Shabla al nord-est de Bulgària, van ser trobades armes disponibles per 1.713 genets pesats. Suposant que les inscripcions que sobreviuen són al voltant de l'1 al 10 del total llavors hauria armament per 17.130 homes només en l'anomenada «regió interna» de Bulgària. Després de comparar amb les dades de Pseudo-Simeó, es pot suposar que el component de la cavalleria pesant de l'exèrcit rondava els 17.000, 20.000 o 30.000 homes, segons el nivell de mobilització. Durant el final del segle ix i el començament del segle x, l'emperador Simeó el Gran va ser capaç de liderar en batalla a més de 60.000 soldats.
Durant la dinastia Krum, el comandant en cap de l'exèrcit era el kan. El segon en la cadena de comandament era el kavján qui dirigia l'exèrcit durant l'absència de l'emperador. El tercer títol més important en la jerarquia era el ichirgu-Boil, que comandava la guarnició de la capital. En el camp de batalla, l'exèrcit es dividia en tres parts: centre, flanc dret i flanc esquerre. El centre estava comandat pel kan, el flanc esquerre pel kavján i el flanc dret pel ichirgu-Boil. Altres graus militars importants eren el Tarján, que era igual a l'estrateg romà d'Orient segons Steven Runciman, i un altre tipus d'oficial, era anomenat bagain. Tots els militars d'alt rang formaven part de la noblesa búlgara anomenats bolyars o Boils.